# Hurrikan Dolly (2008)
Hurrikan Dolly war ein tropischer Wirbelsturm, der im äußersten Süden von Texas das Festland erreichte. Dolly war der vierte tropische Wirbelsturm und der zweite Hurrikan der atlantischen Hurrikansaison 2008. Dolly entwickelte sich am 20. Juli aus einer tropischen Störung, die sich mit einer starken tropischen Welle verband. Das System erhielt den Namen Dolly sofort nach seiner Bildung, da das Tiefdruckgebiet bereits Windgeschwindigkeiten in der Stärke eines tropischen Sturmes aufwies, bevor es tropische Eigenschaften entwickelte. Dolly ist der früheste vierte benannte tropische Wirbelsturm im Atlantischen Ozean seit der mehrere Wetterrekorde brechenden atlantischen Hurrikansaison 2005.
Das Zentrum von Dolly, zu dem Zeitpunkt noch ein tropischer Sturm, gelangte am Morgen des 21. Juli in der Nähe von Cancún über das Festland der mexikanischen Halbinsel Yucatán. Der Wind und die starken Regenfälle durch Dolly sorgten in Guatemala für den Verlust von 17 Menschenleben und von einer Person in Yucatán. Der Sturm gelangte in den westlichen Golf von Mexiko, wo er sich in einen Hurrikan der Kategorie 2 auf der Saffir-Simpson-Hurrikan-Windskala verstärkte. Er wanderte westwärts und fiel als schwacher Kategorie-2-Hurrikan am 23. Juli auf South Padre Island, Texas mit Windgeschwindigkeiten von 160 km/h an Land. Dolly war damit der intensivste Hurrikan in den Vereinigten Staaten seit Hurrikan Wilma während der atlantischen Hurrikansaison 2005. Der Hurrikan verursachte Stromausfälle für 212.000 Haushalte in Texas und für 125.000 in Tamaulipas; die Niederschlagsmenge summierte sich in einzelnen Gebieten auf mehr als 410 mm. Hohe Brandung und trügerische Strömungen traten an der gesamten Golfküste auf, wodurch eine Person am Küstenabschnitt des Florida Panhandles ertrank. In Texas forderte der Sturm keine Menschenleben, verursacht aber Sachschäden, die auf mehr etwa 1,2 Milliarden US-Dollar geschätzt wurden. Die Auswirkungen des Resttiefs töteten zwei Personen in New Mexico.

## Sturmverlauf

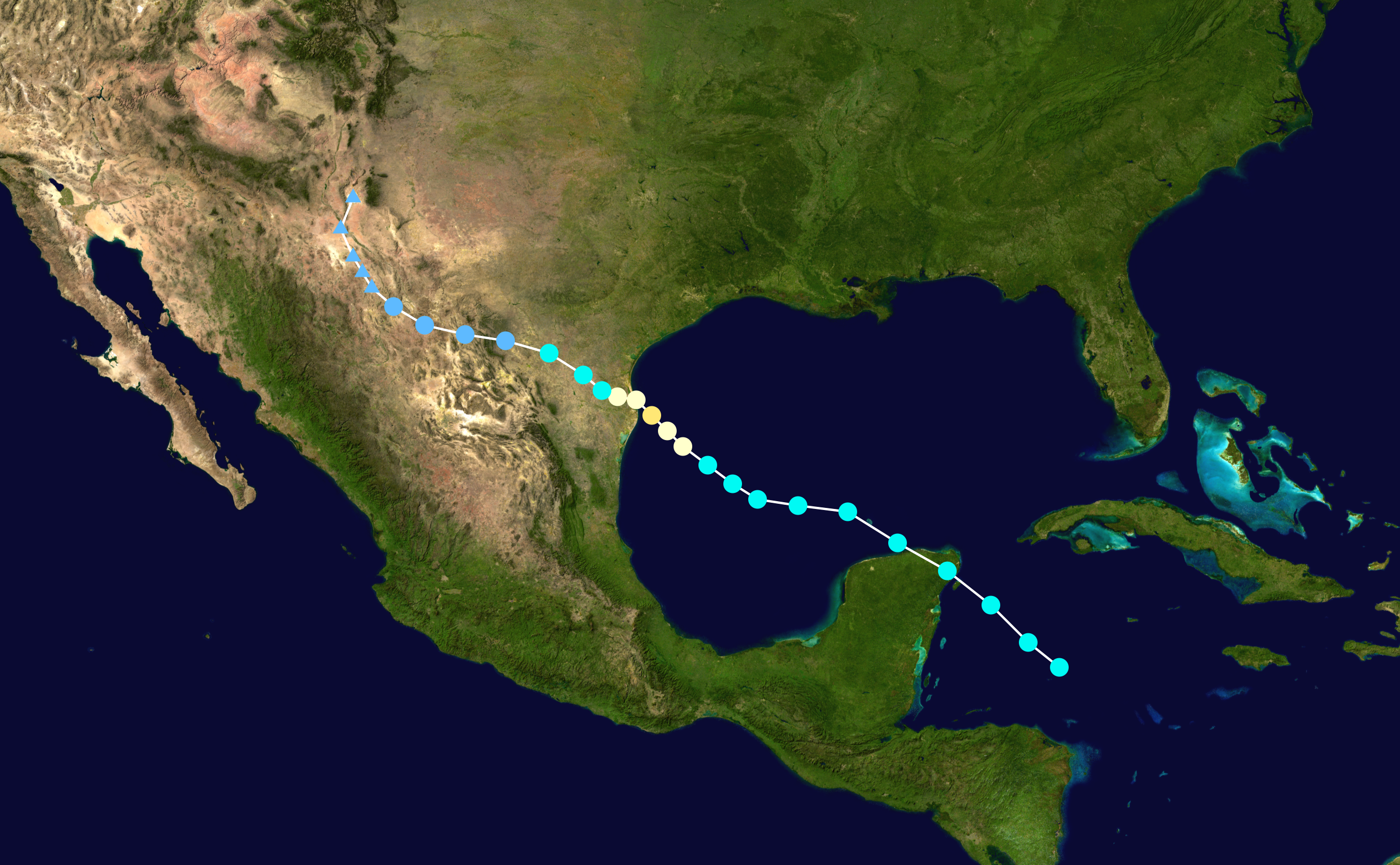
Zugbahnkarte

Eine Wetterstörung bildete sich am 13. Juli etwa 2600 Kilometer östlich der südlichen Inseln unter dem Winde, die mit einer starken tropischen Welle verbunden war. In der dritten Juli-Woche wanderte die Welle westwärts über das Karibische Meer. Trotz einer starken Konvektion und andauernder Winde in der Stärke eines tropischen Sturmes schaffte es das System bis zum 20. Juli nicht, eine bodennahe Zirkulation zu entwickeln. An diesem wurde durch einen Aufklärungsflug eine Zirkulation festgestellt und das System wurde durch das National Hurricane Center (NHC) als tropischer Wirbelsturm klassifiziert. Die Daten ergaben, dass die andauernden Windgeschwindigkeiten die Marke von 63 km/h überschritten und somit die Schwelle zu einem tropischen Sturm überschritten wurde. Auch die durch Messbojen übermittelten Daten wiesen darauf hin, dass in der Höhe des Meeresspiegels diese Windgeschwindigkeit überschritten wurde und deswegen erklärte das NHC das System direkt zum tropischen Wirbelsturm, ohne dass es zuvor als tropisches Tiefdruckgebiet eingestuft war und vergab den Namen Dolly.
Zu diesem Zeitpunkt befand sich Dolly 435 km östlich von Chetumal und 365 km südöstlich von Cozumel; im Tagesverlauf wurde das Überschreiten der Küstenlinie durch das Sturmzentrum erwartet. Zum Zeitpunkt der Annäherung des Sturmes an die Küste von Quintana Roo befanden sich etwa einhunderttausend Touristen in dem Bundesstaat, wovon sich alleine in Cancún 45.000 aufhielten. Der Ort des Auftreffen des Sturmes auf das Festland wurde durch den Servicio Meteorológico Nacional für den Abschnitt zwischen Playa del Carmen und Tulum prognostiziert. Als sich der Sturm jedoch der Küste von Quintana Roo näherte, verlor er seine Organisation und die Oberflächenzirkulation verschwand. Als sich das Sturmzentrum direkt vor der Küste befand, begann sich das System neuaufzubauen und ein neues Zirkulationszentrum bildete sich in dem Bereich mit starker Konvektion im nördlichen Sturmsektor. Dadurch verschob sich der Sturm eine kurze Strecke parallel zur Küste, wodurch sich der Punkt des Festlandkontaktes in einen Bereich nördlich von Cancún verschob. Diese Nordwärtsverschiebung bewirkte auch, dass der größte Teil des Sturmes über Wasser blieb, sodass die Auswirkungen auf die Halbinsel Yucatán vermindert wurden.
Nach dem Erreichen des Golfes von Mexiko wurden die Bedingungen für die Intensivierung des Wirbelsturmes günstiger, da die Windscherung geringer und die Oberflächenwassertemperatur höher war. Dolly begann am 21. Juli mit einer stetigen Intensivierung und erreichte am Nachmittag des 22. Juli den Status eines Hurrikans der Kategorie 1 auf der Saffir-Simpson-Hurrikan-Windskala. Zu diesem Zeitpunkt befand sich der Sturm etwa 265 km ostsüdöstlich von Brownsville, Texas. Der Hurrikan setzte seine Intensivierung an diesem Abend fort. Am Morgen des 23. Juli gegen 10:00 Uhr erreichte Dolly östlich des Tals des Rio Grande mit Windgeschwindigkeiten von 160 km/h und einem minimalen zentralen Luftdruck von 964 hPa (mbar) die größte Intensität, die der Sturm auch beim Überschreiten der Küstenlinie auf South Padre Island hatte. Hurrikan Dolly zog dann west-nordwestwärts über die Laguna Madre auf das Festland in der Nähe der County-Grenze zwischen Cameron und Willacy County. South Padre Island, Port Isabel, Laguna Vista, Bayview, Brownsville, San Benito, Rio Hondo, Arroyo City und insbesondere Harlingen waren von starken Winden und Fluten betroffen. Hurrikan Dolly verwüstete dann das Flussdelta an der nördlichen Seite der Texas State Route 107. Die Städte Santa Rosa, La Villa, Edcouch, Elsa, Monte Alto und San Carlos wurden schwer getroffen durch den langsam voranschreitenden nassen Hurrikan, der 250–500 mm Niederschlag ablud. Dolly schwächte sich zum tropischen Sturm ab, nachdem sie am Abend den U.S. Highway 281 westlich von San Manuel und Linn überschritten hatte und zog später als tropisches Tiefdruckgebiet langsam nach Mexiko. Über dem Norden Mexikos schwächte sich Dolly am 25. Juli zu einem Resttief ab. Dieses kehrt dann nach Texas zurück und überquerte die Metropolregion Ciudad Juárez, Mexiko/El Paso, Texas am Morgen des 26. Juli und wandte sich dann nordwärts durch New Mexico. Das Resttief begann sich am 27. Juli etwa einhundert Kilometer westnordwestlich von Dalhart, Texas aufzulösen.

## Vorbereitungen

### Yucatán

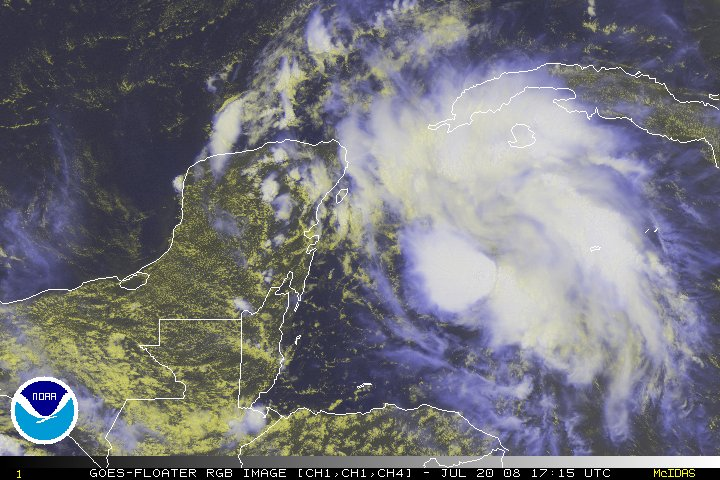
Dolly kurz nach der Benennung

Am 20. Juli gab die mexikanische Regierung einer Warnung vor einem tropischen Sturm für die Halbinsel Yucatán zwischen Campeche und der internationalen Grenze zu Belize aus. Die Regierung Belizes folgte diesem Schritt einige Stunden später für den weiteren Abschnitt bis nach Belize City.
Am selben Vormittag löste die Zivilschutzbehörde von Quintana Roo in Chetumal für den Bundesstaat einen „blauen Alarm“ aus, der am Nachmittag zu einem „orangen Alarm“ und am Abend zu einem „roten Alarm“ hochgestuft wurde. Die Fährverbindung von Cozumel auf das Festland wurde eingestellt und die örtlichen Behörden forderten die Bewohner auf, in ihren Häusern zu bleiben. Die Evakuierung von 1000 Bewohnern von den Inseln bei Banco Chinchorro und Punta Allen wurde durch die Bundesstaatsregierung angeordnet. Evakuierungen fanden auch in Tulum statt. Später wurde auch die Isla Holbox evakuiert, sodass die Gesamtzahl der Evakuierten 2000 erreichte. In Solidaridad wurden 238 Bewohner in Notunterkünfte gebracht, bis der Sturm vorübergezogen war. Die Regierung von Yucatán löste zunächst einen blauen Alarm aus und bei der Annäherung einen orangen.

## Westlicher Golf von Mexiko

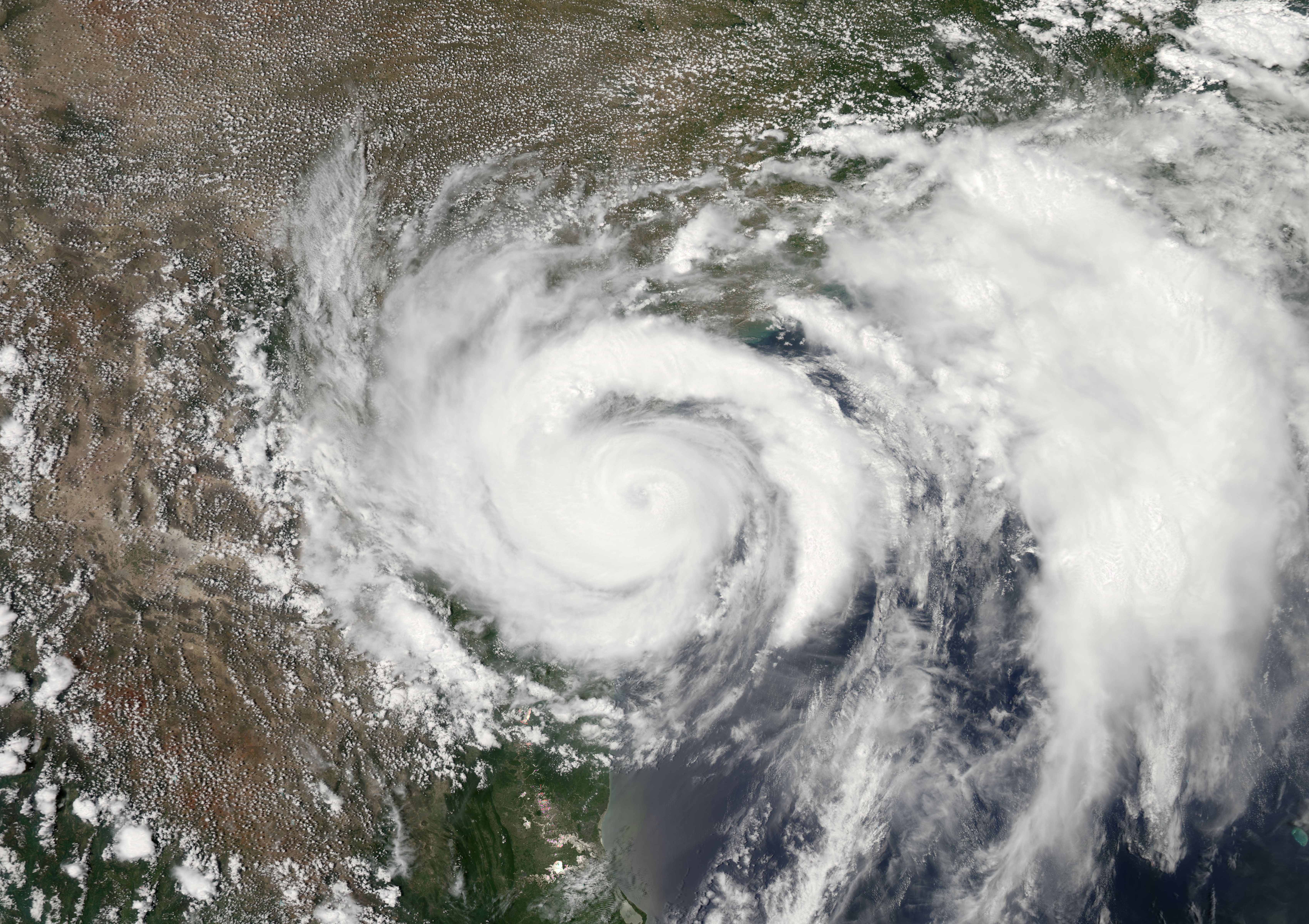
Hurrikan Dolly beim Erreichen der Küste

Das National Hurricane Center und die mexikanische Regierung gaben am 21. Juli zunächst eine Hurrikanvorwarnung für die Küste zwischen dem Río San Fernando in Tamaulipas und Port O’Connor in Texas aus. Eine Vorwarnung vor einem tropischen Sturm wurde für die texanische Küste zwischen Port O’Connor und dem San Luis Pass sowie für die mexikanische Küste zwischen dem Río San Fernando und La Pesca in Tamaulipas ausgelöst. Um 22:00 CDT (03:00 UTC am 22. Juli) wurden die Vorwarnungen zu Warnungen hochgesetzt. Die mexikanische Regierung erklärte außerdem eine Hurrikanvorwarnung für den Bereich zwischen dem Río San Fernando und La Pesca.
Im Golf von Mexiko evakuierte Royal Dutch Shell am 20. und 21. Juli insgesamt 185 Mitarbeiter von gefährdeten Ölbohrinseln. Diamond Offshore Drilling zog überflüssiges Personal von seinen Einrichtungen ab und die Rowan Companies evakuierten eine von ihren acht Plattformen im Golf. Am 22. Juli teilt BP die Evakuierung nicht erforderlichen Personals auf zwei Ölbohrinseln mit und am 23. Juli zog Petróleos Mexicanos 66 Personen von einer seiner Plattformen zurück. Trotz dieser Maßnahmen wurden durch Dolly keine Auswirkungen auf die Ölförderung erwartet.
In Texas aktivierte der Gouverneur Rick Perry 1200 Mitglieder der texanischen Militäreinheiten sowie weiteres Notfallpersonal. Perry ordnete auch die Bereitstellung von 250 Omnibussen in San Antonio an, sodass diese genutzt werden konnten, falls Evakuierungen notwendig geworden wären. Perry erklärte am 22. Juli 14 Countys zum Katastrophengebiet. Die County Regierung des Cameron County forderte die Anwohner am Rio Grande zur Evakuierung auf, da ein Brechen der Deiche entlang des Flusses für möglich gehalten wurde. Die Leitung der Hafens von Brownsville beschloss die Schließung des Hafens vom 23. bis 25. Juli. Die United States Navy verlegte 104 Flugzeuge von Truax Field auf Stützpunkte weiter im Landesinneren und die Einwanderungsbehörden evakuierten eine Abschiebehafteinrichtung in Port Isabel.
Am 21. Juli versetzte der Bundesstaat Veracruz 166 Gemeinden in Alarmbereitschaft und erwartet, dass der Sturm die bereits existierenden Überschwemmungen verstärken würde. In Tamaulipas lösten die Behörden für die Gemeinden Soto la Marina, San Fernando, Matamoros, Valle Hermoso, Río Bravo und Reynosa Alarm aus und bereiteten Notunterkünfte vor. Einen Tag später wurde die Evakuierung von 23.000 Personen in Matamoros, Soto la Marina und San Fernando geplant allerdings folgten dieser Aufforderung nur 13.000 Personen. 15 shelters—with a capacity to hold 4,500 people—were activated in Reynosa. Bereits in der Nacht zum 22. Juli hatte die mexikanische Bundesregierung durch das Secretaría de Gobernación (SEGOB) für 17 Gemeinden den Notstand ausgerufen und damit die Zuteilung von Bundeshilfen ermöglicht. SEGOB ordnete auch die Entsendung von 600 mexikanischen Armeesoldaten und 350 Marinesoldaten nach Tamaulipas an; diese Zahl erhöhte sich später auf 4800 Militär- und Polizeiangehörige. Auch weiter im Landesinneren, im Bundesstaat Nuevo León begann die Regierung mit der Vorbereitung von Notunterkünften und auch die Regierung von Coahuila erklärte einen Katastrophenalarm. Am 23. Juli gaben die Behörden von Coahuila einen orangen Alarm aus, weil von Dollys Resttief die Gefahr von Überflutungen ausging. 2000 Soldaten und Polizeibeamte wurden in Bereitschaft versetzt.

## Auswirkungen

### Yucatán-Halbinsel
In Guatemala verursachte der Regen Erdrutsche, denen mindestens 17 Personen zum Opfer fielen, davon zwölf Mitglieder einer Familie bei La Unión in Zacapa und vier einer anderen Familie in San Pedro Soloma, Huehuetenango. Eine weitere Person ertrank beim Versuch, einen Hochwasser führenden Fluss zu überqueren.
Zuvor verursachte Dolly heftige Niederschläge im Westen Kubas, hauptsächlich in den Gebieten und Provinzen Isla de la Juventud, Pinar del Río und Havanna.
In Mexiko wurden aus dem Staat Quintana Roo keine durch den Sturm verursachten Personenschäden gemeldet und die Schäden in Cancún waren nicht groß. Die Stadt meldete jedoch ausgiebige Stranderosion. Vier Fischer wurden nach dem Durchzug von Dolly als Vermisst gemeldet und einer von ihnen wurde später tot an einem Strand bei Puerto Progreso gefunden.

### Westlicher Golf von Mexiko
Der Sturm trug am 21. Juli zu einem rund zwei US-Dollar umfassenden Preisanstieg für Rohöl-Futures an der New York Mercantile Exchange, der Preis gab allerdings wieder nach, nachdem Dolly die meisten Ölplattformen im Golf verfehlt hatte.

#### Vereinigte Staaten

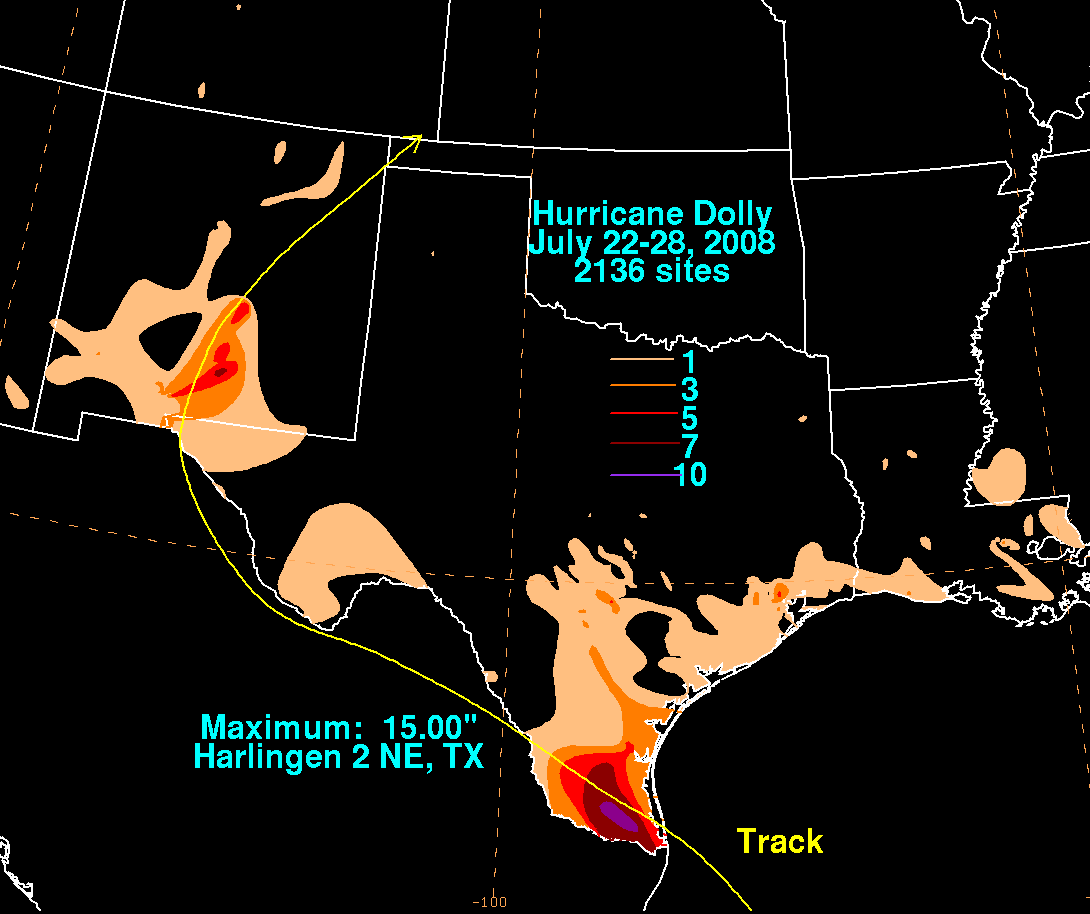
Kumulierte Niederschlagsmengen durch Dolly (Angabe in Zoll)

Der Präsident der Vereinigten Staaten George W. Bush erklärte 15 Countys in Texas zu einem Katastrophengebiet. Hurrikan Dolly gilt als der destruktivste Hurrikan, der das Tal des Rio Grande Valley seit über vier Jahrzehnten in getroffen hat; der letzte solche Sturm war 1967 Beulah, allerdings verursachte Beulah mehr Personenschäden. In den Vereinigten Staaten wurde durch den Sturm niemand getötet, ein Junge wurde aber verletzt, als ihn der Wind von einem Balkon im siebten Stöck eines Hochhauses in South Padre Island wehte. Zwei Tornados wurden im San Patricio County registriert, ein gutes Stück nördlich der Stelle, an der das Auge des Hurrikans die Küstenlinie kreuzte. Einer davon entwurzelte Bäume und deckte Dächer ab. Insgesamt unterbrach der Sturm für rund 155.000 Abnehmer im Süden von Texas die Stromversorgung. 14 Countys im Süden von Texas wurden durch den Gouverneur zum Katastrophengebiet erklärt. Die anfänglichen Veranschlagungen des Schadens durch die Versicherungen liegen bei etwa 600 Millionen US-Dollar (2008). Da viele unversichert sind, wird der Gesamtschaden auf 1,2 Milliarden US-Dollar geschätzt, wobei für einen großen Teil der landwirtschaftlichen Produktion und der Baumwollernte im Tal des Rio Grande ein Totalausfall erwartet wird. Nachdem sich Dolly zum tropischen Sturm abgeschwächt hatte, löste sie am Morgen des 24. Juli einen weiteren Tornado in der Nähe von Poth aus, der geringe Schäden verursachte. Gegen Mitte landete ein EF0-Tornado in San Antonio in der Nähe des Kreuzes von Interstate 10 und Interstate 37. Aus dem Gebiet wurden deutliche Schäden gemeldet; an mehrere gewerblichen Objekte wurden die Dächer abgedeckt und etwa 1500 Haushalte waren ohne Strom. Am 26. Juli traten in El Paso Sturzfluten auf, die das Resttief von Dolly verursacht hatte und eine Person wurde durch einen sturmbedingten Verkehrsunfall in New Mexico getötet. Weitere Sturzfluten und Überschwemmungen ereigneten sich am 27. Juli am Rio Ruidoso in den Sacramento Mountains von New Mexico, nachdem mehr als 150 mm Niederschlag gefallen waren. Hunderte von Touristen, Campern und Einwohnern mussten in Sicherheit gebracht werden. Durch diese Fluten wurde eine Person getötet sowie etwa 500 Bauwerke wurden beschädigt, wodurch ein Schaden von 15–20 Millionen US-Dollar verursacht wurde.

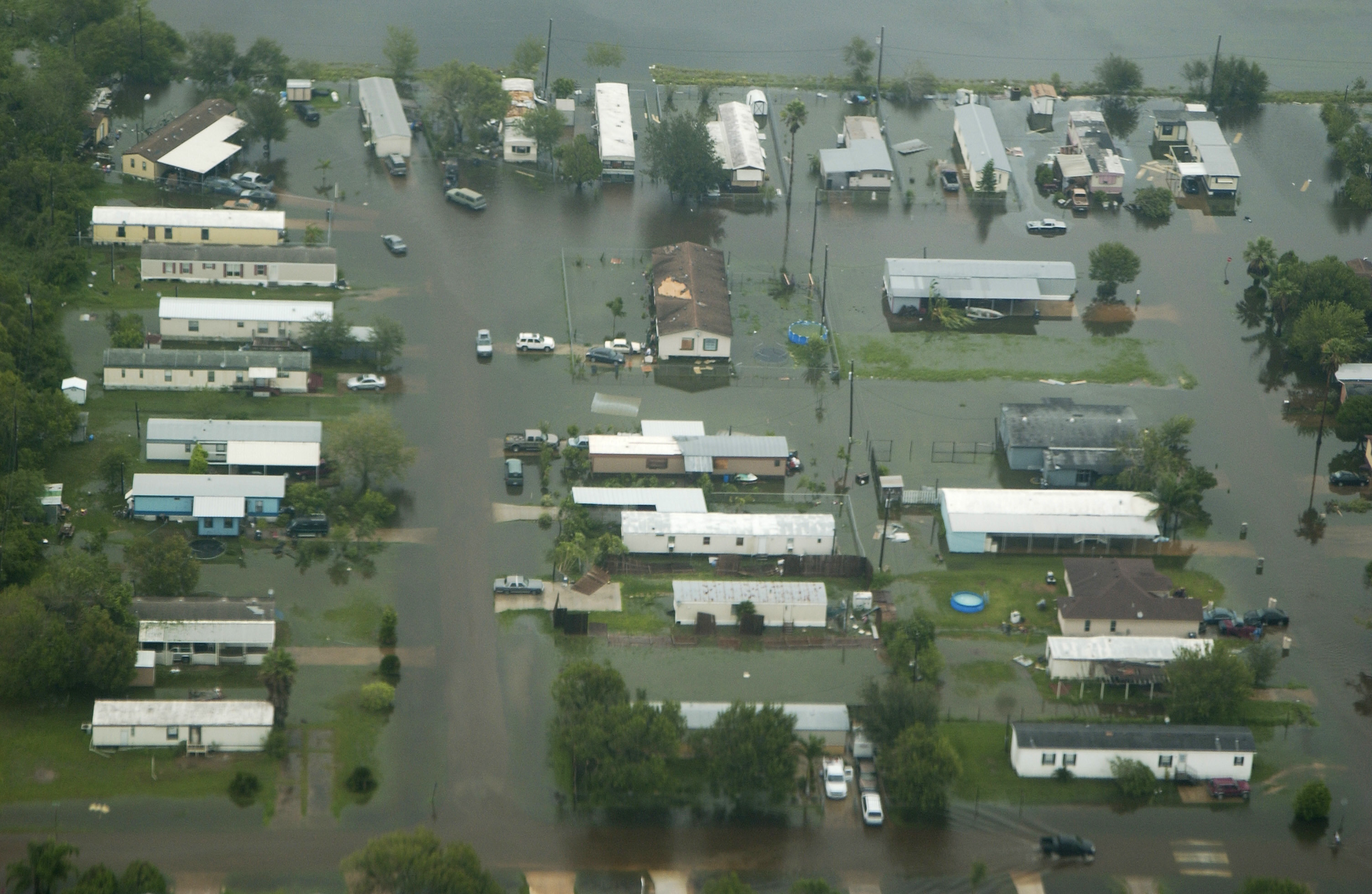
Überflutungen im Süden von Texas. Aufnahmen aus einem Flugzeug der United States Coast Guard

Verbunden mit dem Sturm waren auch Auswirkungen auf lange Distanz wie hoher Wellengang und starke Strömungen, die sich über den gesamten Golf von Mexiko erstreckten. Eine Person ertrank und mindestens neun weitere mussten in Panama City Beach, Florida gerettet werden.
Die Ausläufer und das Resttief des Hurrikans wirkten sich auch auf Illinois, Indiana, Tennessee und einige Abschnitte im Süden von Missouri aus, wo das schlechte Wetter Sachschäden verursachte.

#### Mexiko
In Matamoros, Tamaulipas fielen heruntergerissene Stromleitungen in das Flutwasser und töten dadurch einen Mann. Neunzehn Ortschaften in Mexiko wurden von der Stromversorgung abgeschnitten; in der Nacht nach zum 24. Juli hatten 125.000 Abnehmer keinen elektrischen Strom. 111 Colonias wurden überflutet, etwa fünfzig davon schwer. Der Sturm stürzte Bäume, Reklametafeln und Verkehrsschilder um. Das Resttief brachte heftige Regenfälle in die Region um Ciudad Juárez in Chihuahua, dessen Folgen Erdrutsche und Überflutungen waren sowie der Einsturz einer Kirche. Mehrere Ortschaften mussten evakuiert werden. Der Schaden in Mexiko wird auf rund 300 Millionen US-Dollar geschätzt.

## Wetterrekorde
Hurrikan Dolly war der drittstärkste Hurrikan, der seit Beginn der Aufzeichnungen im Monat Juli auf die Vereinigten Staaten traf; stärker war nur ein Sturm in der atlantischen Hurrikansaison 1916 und Hurrikan Dennis des Jahres 2005. Dolly gilt nach Dennis als Hurrikan mit der zweitgrößten Zerstörung unter allen tropischen Wirbelstürmen, die die Vereinigten Staaten je im Monat Juli erreichten.